# 3042 Zelinsky
3042 Zelinsky је астероид главног астероидног појаса чија средња удаљеност од Сунца износи 2,277 астрономских јединица (АЈ).
Апсолутна магнитуда астероида је 13,8.